# Занко, Ольга Николаевна
Ольга Николаевна Занко (в девичестве Амельченкова; род. 5 сентября 1990, Борисоглебск, Воронежская область) — российский государственный и политический деятель, депутат Государственной Думы VIII созыва с 2021 года. Председатель Центрального штаба общественного движения «Волонтёры Победы» с 2016 года, член Президиума Генерального совета партии «Единая Россия». Из-за вторжения России на Украину находится под международными санкциями Евросоюза, США и ряда других стран.

## Биография
Ольга Николаевна Амельченкова родилась 5 сентября 1990 года в городе Борисоглебск Воронежской области. В 2012 году с отличием окончила Санкт-Петербургский государственный инженерно-экономический университет по специальности «Государственное и муниципальное управление». Поступила на работу в правительство Ленинградской области. Работала в комитете по молодёжной политике, была ведущим специалистом отдела профилактики асоциального поведения молодежи, курировала направления «добровольчество», «молодёжное самоуправление».
В 2014 году была избрана координатором волонтёрского корпуса 70-летия Победы в Великой Отечественной войне в Ленинградской области. В 2015 году стала заместителем руководителя федерального штаба волонтёрского корпуса. В 2015—2016 годах — начальник отдела патриотических и волонтёрских программ ФГБУ «Роспатриотцентр» (Росмолодёжь). После преобразования волонтерского корпуса 70-летия Победы в общественное движение «Волонтёры Победы» стала его исполнительным директором. 16 декабря 2016 года на III съезде организации была избрана председателем Центрального штаба. С 2017 года — член Общественной палаты Российской Федерации, член комиссии по делам молодёжи, развитию добровольчества и патриотическому воспитанию, по развитию образования и науки (с правом совещательного голоса).
В 2018 году была доверенным лицом кандидата в президенты России Владимира Путина.
С 12 октября 2021 года — депутат Государственной Думы VIII созыва, заместитель председателя комитета по развитию гражданского общества, вопросам общественных и религиозных объединений. Входит в Центральный штаб общественного движения «Общероссийский народный фронт».

## Личная жизнь
12 февраля 2022 года Ольга Амельченкова вышла замуж за Тиграна Занко, директора Научно-исследовательского центра государственной службы и управления РАНХиГС, директора программы подготовки высших управленческих кадров Doctor of Public Administration. Она взяла фамилию мужа.

## Санкции
24 февраля 2022 года, на фоне вторжения России на Украину, Занко внесена в санкционный список Канады за «голосование о признании независимости так называемых республик в Донецке и Луганске».
24 марта 2022 года внесена в блокирующий санкционный список США за «поддержку усилий Кремля по нарушению суверенитета и территориальной целостности Украины» и «соучастие в путинской войне»
16 декабря 2022 года Занко внесена в санкционные списки всех стран Евросоюза так как «она проголосовала за незаконную аннексию Донецкой, Луганской, Херсонской и Запорожской областей и их включение в состав Российской Федерации».
По аналогичным основаниям находится под санкциями Великобритании, Швейцарии, Украины, Австралии, Японии и Новой Зеландии.

###### Уголовное преследование
22 марта 2023 года украинский суд заочно приговорил Ольгу Занко к 15 годам лишения свободы с конфискацией имущества по статье о посягательстве на территориальную целостность и неприкосновенность Украины.